# Elise Vanderelst
Elise Vanderelst (Mons, 27 gennaio 1998) è una mezzofondista belga, campionessa europea indoor dei 1500 metri piani agli europei indoor di Toruń 2021.

## Palmarès
| Anno | Manifestazione  | Sede      | Evento       | Risultato  | Prestazione | Note |
| ---- | --------------- | --------- | ------------ | ---------- | ----------- | ---- |
| 2016 | Mondiali U20    | Bydgoszcz | 800 m piani  | 4ª         | 2'05"82     |      |
| 2017 | Europei U20     | Grosseto  | 800 m piani  | 7ª         | 2'10"50     |      |
| 2019 | Europei U23     | Gävle     | 1500 m piani | Argento    | 4'23"50     |      |
| 2021 | Europei indoor  | Toruń     | 1500 m piani | Oro        | 4'18"44     |      |
| 2021 | Giochi olimpici | Tokyo     | 1500 m piani | Semifinale | 4'04"86     |      |
| 2022 | Mondiali        | Eugene    | 1500 m piani | Batteria   | 4'10"45     |      |
| 2022 | Europei         | Monaco    | 1500 m piani | Batteria   | 4'07"62     |      |
| 2023 | Mondiali        | Budapest  | 1500 m piani | Batteria   | 4'11"95     |      |
| 2024 | Mondiali indoor | Glasgow   | 1500 m piani | Batteria   | 4'10"15     |      |
| 2024 | Europei         | Roma      | 1500 m piani | Batteria   | 4'11"03     |      |
| 2024 | Giochi olimpici | Parigi    | 1500 m piani | Batteria   | 4'06"95     |      |
| 2025 | Europei indoor  | Apeldoorn | 1500 m piani | Batteria   | 4'16"68     |      |

## Campionati nazionali
2020
- Oro ai campionati belgi, 1500 m piani - 4'18"69
- Oro ai campionati belgi indoor, 1500 m piani - 4'12"71

2021
- Oro ai campionati belgi, 1500 m piani - 4'15"09
- Argento ai campionati belgi indoor, 800 m piani - 2'02"50

2022
- Oro ai campionati belgi, 1500 m piani - 4'13"61
- Oro ai campionati belgi di corsa campestre, cross corto - 6'19"

2023
- Oro ai campionati belgi, 1500 m piani - 4'11"66
- Oro ai campionati belgi di corsa campestre, cross corto - 8'14"

2024
- Argento ai campionati belgi, 800 m piani - 2'03"31
- Oro ai campionati belgi indoor, 800 m piani - 2'07"41

## Altre competizioni internazionali
2020
- 9ª all'ISTAF Berlin ( Berlino), 1500 m piani - 4'06"24
- 4ª al Memorial Van Damme ( Bruxelles), 1000 m piani - 2'37"86

2021
- 12ª al Memorial Van Damme ( Bruxelles), miglio - 4'32"44
- 7ª al Golden Gala ( Firenze), 1500 m piani - 4'02"63
- 10ª al British Grand Prix ( Gateshead), 1500 m piani - 4'14"03

2022
- 9ª al British Grand Prix ( Birmingham), 1500 m piani - 4'09"30
- 11ª al Memorial Van Damme ( Bruxelles), 1500 m piani - 4'04"43

2023
- 15ª al Memorial Van Damme ( Bruxelles), 1500 m piani - 4'10"65

2024
- 11ª al Memorial Van Damme ( Bruxelles), 1500 m piani - 4'01"26
- 11ª al GOlden Spike ( Ostrava), 1500 m piani - 4'05"81

## Riconoscimenti
- Gouden Spike (giovane talento, 2018)